# 姉川たく
姉川 たく（あねかわ たく、1970年 - ）は日本のアートディレクター、アーティスト。株式会社カニカピラ代表。
フジテレビ系で放送された『ポンキッキーズ』の「なぞのやさい星人あらわる」や「あらびき団」がお茶の間で話題に。 2012年からNHK Eテレ『バリバラ〜障害者情報バラエティー〜』のアートディレクションを担当。Webを中心にクリエイティブディレクションを手がける他、 刺繍など糸を用いた手法で作品制作を行うアーティストとして国内外で活動。ギャラリーNANZUKA所属。

## 略歴
- 1970年 神戸市生まれ[2]、神戸芸術工科大学大学院修士課程修了[要出典]
- 2002年「ピンポンキューブ」文化庁メディア芸術祭、審査委員会推奨作品[要出典]
- 2010年「NHK CREATIVE LIBRARY」グッドデザイン賞デジタルコンテンツ部門 受賞[要出典]
- 2011年 ベルギーテキスタイルトリエンナーレ出展[要出典]
- 2013年「NHK CREATIVE LIBRARY」日本賞 イノベイティブ・メディア カテゴリー最優秀賞 受賞[2]